# متنیتس
متنیتس (به آلمانی: Metnitz) یک شهر در اتریش است که در Sankt Veit an der Glan District واقع شده‌است. متنیتس ۲٬۳۶۸ نفر جمعیت دارد.

## خواهرخوانده
شهر هایترزباخ خواهرخواندهٔ متنیتس هست.